# 尤蒂陨击坑

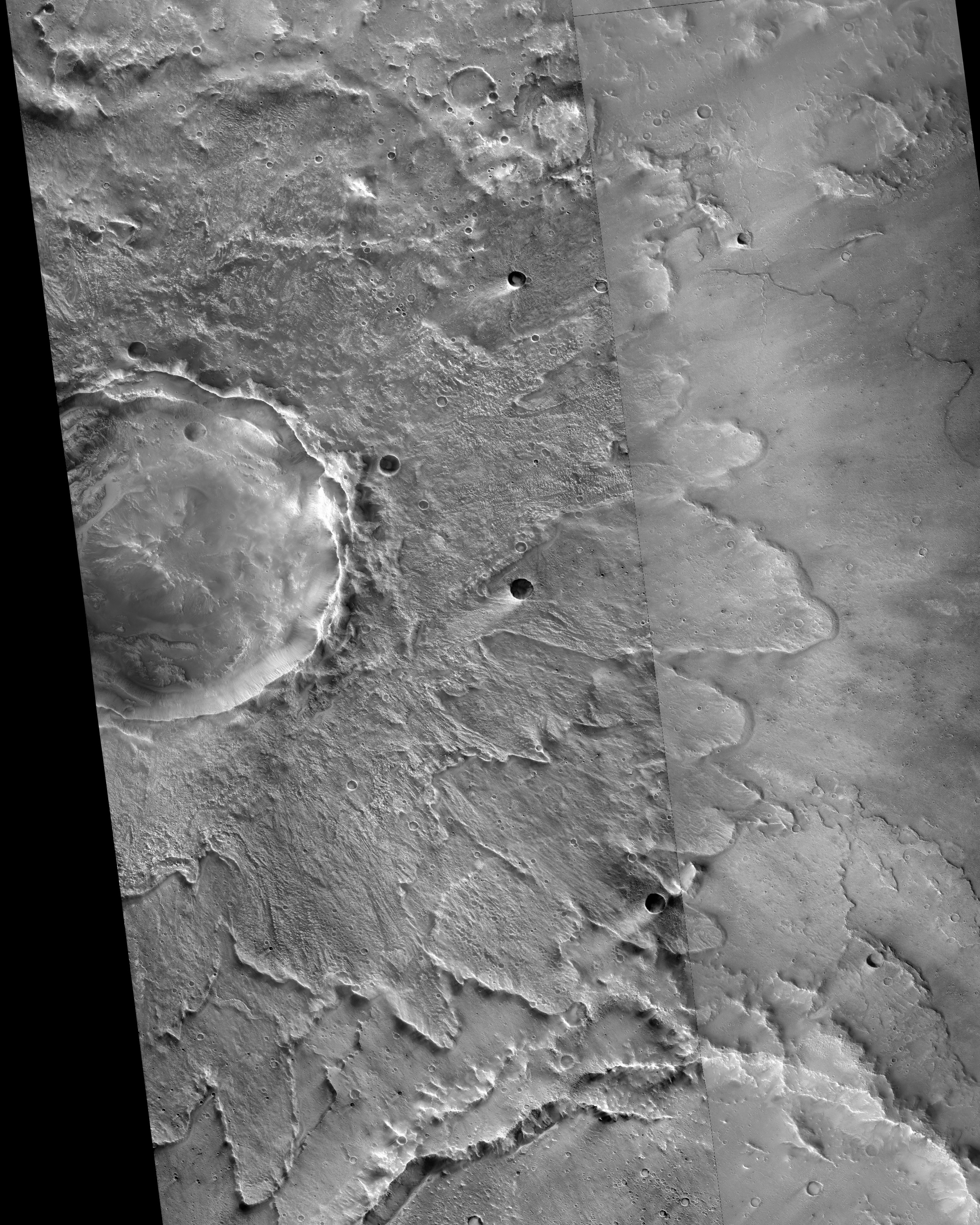
火星勘测轨道飞行器背景相机拍摄的拼接图。)

尤蒂陨击坑（Yuty）是火星欧克西亚沼区的一座撞击坑，中心坐标位于克律塞平原北纬22.4度、西经34.2度处，直径19.06公里（11.84英里），该陨坑突出的特征是周围环绕着复杂的层层喷出物瓣片。其取名自巴拉圭尤蒂镇，1976年被国际天文联合会行星系统命名工作组批准接受。

## 描述
火星赤道和中纬度地区的许多陨击坑都有这种喷出物形态，人们认为这是撞击物体融化了地下冰层时所产生。喷出物中的液态水形成泥浆，沿表面流动，形成特有的瓣状。在尤蒂西南缘存在一座早先存在、后被部分掩埋的陨坑，证明这层喷出物厚度很薄。
尤蒂陨击坑位于海盗1号着陆场的常规区域内。20世纪70年代海盗号轨道飞行器拍摄了它清晰的照片，因此它的形象出现在当时很多的书籍和文章中，成为火星撞击坑形态的一种典型范例。
像尤蒂陨击坑这类独特瓣状喷出物形态的陨坑在火星研究人员中引发了一条令人困惑的术语。有时非正式地称为“喷溅撞击坑”，尤蒂型陨击坑也被称为花瓣或花朵型陨击坑和流态喷射陨击坑。更常见的是将它们称之为壁垒型撞击坑，因为喷射瓣片终止于弯曲的山脊或壁垒。 在如今的首选术语中，尤蒂陨击坑被描述为多层喷射物 (MLE) 壁垒型撞击坑，因为它的喷射物堆积在一系列三重或更多重离散层中。多重喷射物层的存在可能反映了撞击到多重冰层或被液态水浸透的地下层上，但确切的作用过程仍存在一些争议。
尤蒂陨击坑是一座复杂型撞击坑，而非一座简单的（碗状）撞击坑。复杂型撞击坑的特点是有一座凸起的中央峰复合体，并沿内侧壁呈现阶梯状结构。在火星上，复合型撞击坑的形态开始出现于直径5到8公里（3.6至4.8英里）之间的撞击坑中。尤蒂坑中心峰的大小比其他行星上类似陨坑的中心峰要大，这似乎是火星上复杂撞击坑的典型特征，与瓣状喷出物形态一样，可能是由于火星特有的地下地质条件（如冰的存在）所导致。

## 另请查看
- 火星地质
- 火星撞击坑